# Servizi e territorio
Il settore terziario è anch'esso di notevole interesse per lo studio geografico-economico perché i servizi riguardano la circolazione spaziale delle merci (mercato locale e globale), del denaro (finanza), delle persone (turismo) e dell'informazione (telematica). Inoltre anche la pubblica amministrazione attraverso determinati servizi, influisce sul territorio amministrato.

## La terziarizzazione dell'economia
Fino a pochi decenni fa il carattere distintivo del terziario rispetto a industria e agricoltura, era quello di essere un settore residuale. Più recentemente, vista l'espansione delle attività terziarie, il terziario è stato suddiviso in modo più articolato. Le attività tipiche sono:
- circolazione delle merci;
- circolazione del denaro;
- funzioni della pubblica amministrazione;
- circolazione delle persone;
- circolazione dell'informazione.

In tutti i paesi si è avuto un aumento degli impiegati nel settore terziario a scapito del settore agricolo. Il dato risulta però gonfiato nel caso dei paesi poveri, in cui nel terziario non rientrano servizi altamente produttivi come nei paesi sviluppati. L'espansione del terziario non determina necessariamente un passaggio definitivo dal settore industriale a quello dei servizi, piuttosto indica un mutamento del processo produttivo. Le recenti innovazioni tecnico-produttive hanno determinato una forte meccanizzazione delle produzioni e di conseguenza un processo di dequalificazione/sovraqualificazione della mano d'opera. Si sono dunque sviluppate crescenti attività non direttamente produttive, ma tuttavia necessarie per il processo di produzione dei beni. La complessificazione del processo produttivo è stata seguita dalla crescita di importanza del capitale finanziario. Si parla in proposito di finanziarizzazione dell'economia (con conseguente sviluppo delle società finanziarie).

## La classificazione funzionale delle attività terziarie
La tradizionale suddivisione delle attività finanziarie si basa su un criterio merceologico. Tuttavia appaiono più utili le suddivisioni in attività gerarchico-territoriale e funzionale. Questa ultima comprende: servizi per le famiglie; servizi per la collettività; servizi per le imprese; attività quaternarie. Il terziario non va confuso con il “terzo settore” che indica le attività no-profit.

## I servizi per le famiglie
Questo tipo di servizi si localizzano territorialmente, in funzione della distribuzione della popolazione e dei suoi consumi e si concentra quindi nei luoghi più densamente abitati e più sviluppati. Tra i servizi per le famiglie il più importante dal punto di vista occupazionale è il commercio. Nei paesi del sud del mondo il commercio presenta un doppio circuito: un primo circuito è di tipo tradizionale/di sussistenza, e riguarda la fascia povera della popolazione; l'altro circuito riguarda la classe agiata e si fonda su un mercato di tipo moderno.

## I servizi per la collettività
Le infrastrutture sociali e di trasporto e comunicazione sono destinate a soddisfare gli interessi della collettività. La presenza di tali servizi può fungere da indicatore dello sviluppo economico di un paese. La loro localizzazione segue tendenzialmente le zone ad alta densità, ma essendo spesso generate per mano statale, possono essere fattori trainanti e non conseguenze dello sviluppo. Negli ultimi anni si è assistito a importanti processi di privatizzazione in molti paesi soprattutto dopo gli accordi di Marrakesh del 1994. Da questi accordi nacque il GATS, che mira a favorire la concorrenza in questo settore.

## I servizi per le imprese
Presenti in modo massiccio nei paesi sviluppati, i servizi per le imprese possono essere offerti sia da attività private sia dalla pubblica amministrazione. Si distinguono in servizi tradizionali (servizi di routine) e innovativi (ricerca, sviluppo, logistica). Inoltre si suddividono anche in servizi espliciti (prodotti esternamente dall'impresa) e impliciti (internamente).

## Le attività quaternarie
Sono definite quaternarie tutte le attività di comando, decisione, pianificazione e controllo a livello politico, sociale, economico e culturale. Il quaternario definisce quindi il cervello del sistema. Nei casi in cui esiste una distribuzione in più città delle funzioni quaternarie ciò può dipendere dalla separazione tra centri specializzati nell'attività politica e centri specializzati nell'attività economica (come Roma e Milano in Italia). Ogni paese ha il proprio settore quaternario e in alcuni casi esso travalica i confini nazionali come accade per l'influenza di Londra in materia finanziaria. Tali città in cui risiedono le attività quaternarie sono veri e propri nodi della rete mondiale e vengono definite città globali.

## La distribuzione dei servizi sul territorio
La distribuzione delle attività terziarie sul territorio non è uniforme. Per interpretare la distribuzione geografica dei servizi occorre perciò tener conto del raggio geografico dell'utenza. Sotto questo aspetto si possono distinguere tre categorie di servizi:
- servizi comuni (scuole elementari, uffici postali, ecc);
- servizi di livello medio (ospedali, scuole superiori);
- servizi rari (servizi avanzati, università).

Nel complesso le attività terziarie sono quindi distribuite sul territorio secondo una logica gerarchica. L'organizzazione gerarchica può essere modificata o indirizzata dalla politica.

## La diffusione dei servizi per le imprese
I servizi per le imprese sono in larga misura soggetti ai processi di agglomerazione dato che seguono la localizzazione delle industrie. Il processo di crescita delle funzioni terziarie urbane è di tipo cumulativo e ciò contribuisce a creare la concentrazione della crescita in pochi centri. Lo spazio polarizzato che ne deriva parrebbe riprodurre lo schema centro-periferia. Tuttavia, verifiche empiriche mettono in discussione l'inevitabilità del processo cumulativo, evidenziandone i limiti. Nelle aree urbane vi sono dei limiti nei costi di insediamento, di congestione urbana e ecologica. Si è così determinata una depolarizzazione selettiva sia delle attività industriali, sia di una serie di servizi ad esse connessi. Le nuove strutture urbane sembrano però solo modificare, senza eliminare, il rapporto dominanza-dipendenza tra i vari livelli della gerarchia della scala regionale, nazionale e internazionale. La gerarchia urbana moderna tende infatti a dilatarsi alla base e restringersi ai vertici. I servizi per la produzione possono essere il vero motore per lo sviluppo di una regione, e non necessariamente la risposta a una domanda preesistente.